# Claude Matthews
Claude Matthews, född 14 december 1845 i Bath County, Kentucky, död 28 april 1898 i Vermillion County, Indiana, var en amerikansk demokratisk politiker. Han var Indianas guvernör 1893–1897.
Matthews utexaminerades 1867 från Centre College och gifte sig sedan med guvernör James Whitcombs dotter. Han var en framgångsrik jordbrukare och uppfödare i Vermillion County i Indiana. Mellan 1891 och 1893 tjänstgjorde han som delstatens statssekreterare (Indiana Secretary of State).
Matthews efterträdde 1893 Ira Joy Chase som Indianas guvernör och efterträddes 1897 av James A. Mount. Matthews avled 1898 och gravsattes på City Cemetery i Clinton i Indiana.